# رابرت اسکنوین
رابرت اسکنوین (انگلیسی: Robert Scannewin؛ زادهٔ ۵ اکتبر ۱۹۸۵) بازیکن فوتبال اهل آلمان است.
از باشگاه‌هایی که در آن بازی کرده‌است می‌توان به باشگاه فوتبال لایپزیگ و باشگاه فوتبال دینامو درسدن اشاره کرد.